# Vallemaio
Vallemaio és un comune (municipi) de la província de Frosinone, a la regió italiana del Laci, situat a uns 120 km al sud-est de Roma i a uns 50 km al sud-est de Frosinone.
Vallemaio limita amb els municipis de Castelforte, Castelnuovo Parano, Coreno Ausonio, San Giorgio a Liri, Sant'Andrea del Garigliano i Sant'Apollinare.
A 1 de gener de 2019 tenia 924 habitants.